# AACTA International Awards 2024
La 13ª edizione della cerimonia degli AACTA International Awards si è svolta il 10 febbraio 2024. 
Le candidature sono state annunciate il 14 dicembre 2023.

## Vincitori e candidati
Vengono di seguito indicati in grassetto i vincitori. Viene indicato il titolo in lingua italiana e quello in lingua originale tra parentesi.

### Cinema

#### Miglior film
- Barbie, regia di Greta Gerwig
- American Fiction, regia di Cord Jefferson
- Killers of the Flower Moon, regia di Martin Scorsese
- Oppenheimer, regia di Christopher Nolan
- Povere creature! (Poor Things), regia di Yorgos Lanthimos

#### Miglior regista
- Christopher Nolan – Oppenheimer
- Bradley Cooper – Maestro
- Greta Gerwig – Barbie
- Yorgos Lanthimos – Povere creature! (Poor Things)
- Martin Scorsese – Killers of the Flower Moon

#### Miglior attore protagonista
- Cillian Murphy – Oppenheimer
- Bradley Cooper – Maestro
- Leonardo DiCaprio – Killers of the Flower Moon
- Andrew Scott – Estranei (All of Us Strangers)
- Jeffrey Wright – American Fiction

#### Miglior attrice protagonista
- Margot Robbie – Barbie
- Cate Blanchett – The New Boy
- Lily Gladstone – Killers of the Flower Moon
- Carey Mulligan – Maestro
- Emma Stone – Povere creature! (Poor Things)

#### Miglior attore non protagonista
- Ryan Gosling – Barbie
- Matt Damon – Oppenheimer
- Robert De Niro – Killers of the Flower Moon
- Robert Downey Jr. – Oppenheimer
- Jacob Elordi – Saltburn

#### Miglior attrice non protagonista
- Vanessa Kirby – Napoleon
- Penélope Cruz – Ferrari
- Julianne Moore – May December
- Rosamund Pike – Saltburn
- Da'Vine Joy Randolph – The Holdovers - Lezioni di vita (The Holdovers)

#### Miglior sceneggiatura
- Tony McNamara – Povere creature! (Poor Things)
- Cord Jefferson – American Fiction
- Greta Gerwig e Noah Baumbach – Barbie
- Bradley Cooper e Josh Singer – Maestro
- Christopher Nolan – Oppenheimer

### Televisione

#### Migliore serie commedia
- The Bear
- Only Murders in the Building
- Sex Education
- Ted Lasso
- La fantastica signora Maisel (The Marvelous Mrs. Maisel)

#### Migliore serie drammatica
- Succession
- Lo scontro (Beef)
- The Crown
- The Last of Us
- Yellowjackets

#### Miglior attore in una serie
- Jeremy Allen White – The Bear
- Kieran Culkin – Succession
- Matthew Macfadyen – Succession
- Pedro Pascal – The Last of Us
- Jeremy Strong – Succession

#### Miglior attrice in una serie
- Sarah Snook – Succession
- Elizabeth Debicki – The Crown
- Helen Mirren – 1923
- Bella Ramsey – The Last of Us
- Ali Wong – Lo scontro (Beef)